# Neural processing unit
Neural processing unit (NPU) – jednostka obliczeniowa przystosowana do obliczeń uczenia maszynowego. Układ podobny do CPU oraz GPU, który w sposób energooszczędny wykonuje obliczenia na modelach sztucznej inteligencji. Nazwa pochodzi od najpopularniejszych modeli SI, czyli sieci neuronowych. Cechują się dużo większą wydajnością niż stosowane wcześniej GPU.
Układy NPU, które pojawiły się na rynku w 2024 roku, są często częścią procesora, np. układy Intel Core Ultra, AMD Ryzen AI, Qualcomm Snapdragon X Elite czy Snapdragon X Plus. Jeden z układów NPU, AMD XDNA 2, osiąga prędkość 50 TOPS (ang. Trillion operations per second).